# Longleat House

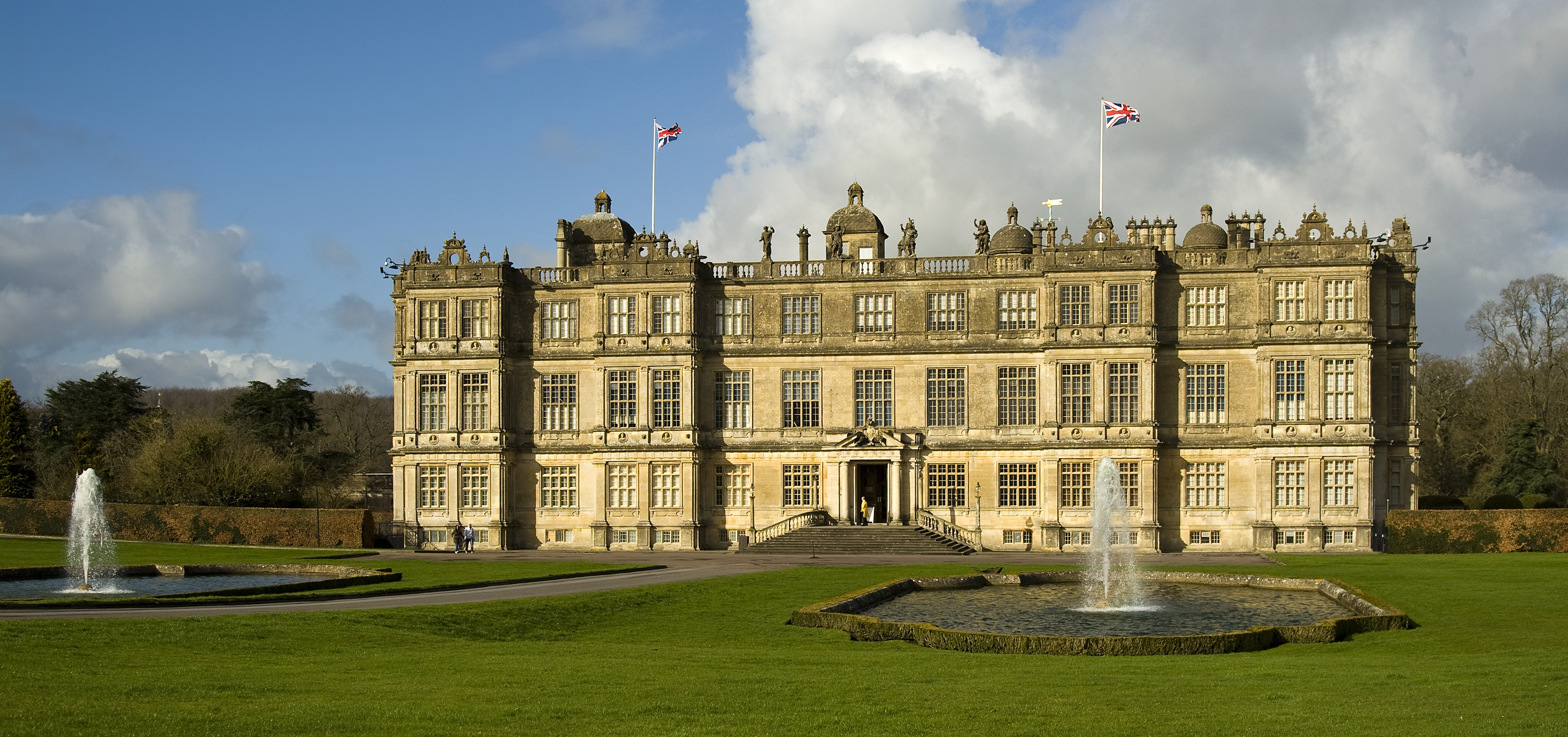
Fasada Longleat House

Longleat House – rezydencja arystokratyczna w południowej Anglii (Wielka Brytania), w hrabstwie Wiltshire, koło wsi Horningsham. Zarówno rezydencja, jak i otaczające ją ogrody są zabytkami klasy I. Zbudowana w XVI wieku dla Johna Tynne, do dziś pozostaje siedzibą jego potomków, noszących dziedziczny tytuł markiza Bath.
Posiadłość jest arcydziełem architektury elżbietańskiej, w którym znajduje się jedna z najważniejszych prywatnych kolekcji w Wielkiej Brytanii. 
Chociaż został zbudowany w oparciu o wcześniejszy budynek, powstał zasadniczo w latach 1572-1580. Jego budowniczym był Robert Smythson – angielski architekt epoki elżbietańskiej.
W obrębie posiadłości Longleat funkcjonuje park safari, otwarty w 1966 roku, pierwszy tego typu obiekt na świecie